# Привид кохання (фільм)
«Привид кохання» (італ. Fantasma d'amore) — художній драматичний фільм 1981 року спільного виробництва Італії, Німеччини та Франції, знятий режисером Діно Різі за однойменним романом італійського письменника-фантаста Міно Мілані.

## Сюжет
Одружений відомий податковий консультант у Павії Ніно Монті (Марчелло Мастроянні), випадково зустрічає в автобусі свою колишню любов Анну Брігатті (Ромі Шнайдер). Однак Анна дуже постаріла та неохайно одягнена і коли вона цілує Ніно, це викликає в нього огиду. Коли ж Ніно розповідає про неї своїм товаришам, один з них, лікар, повідомляє, що Анна була одружена з графом Дзіґі (Вольфганг Прайс), однак померла від раку три роки тому. Ніно намагається побачити Анну ще раз. І це йому вдається, він знаходить тепер іншу Анну, ту яку він знав молодою і красивою. Але хто з цих жінок його справжня любов, а хто примара…

## Ролі виконують
- Марчелло Мастроянні — Джованні Монті, «Ніно»
- Ромі Шнайдер — Анна Брігатті, графиня Дзіґі
- Ева Марія Майнеке[de] — Тереза Монті, дружина «Ніно»
- Вольфганг Прайс[de] — граф Дзіґі, чоловік Анни

## Навколо фільму
- Основну тему з музики до фільму грає на кларнеті Бенні Гудмен.
- Натурні зйомки фільмувалися в Павії.

## Нагороди
- 1982 Премія Святий Юрій (Барселона):
  - найкраща акторка в іноземному фільмі — Ромі Шнайдер

## Додаткова література
- Roberto Curti[it]. Italian Gothic Horror Films, 1970—1979. — Jefferson, North Carolina : McFarland & Company, 2017. — 246 p. — ISBN 978-1476664699.